# Pterobryon splendens
Pterobryon splendens là một loài rêu trong họ Pterobryaceae. Loài này được (Reinw. & Hornsch.) Bosch & Sande Lac. mô tả khoa học đầu tiên năm 1863.